# Sambre et Meuse
Pour les articles homonymes, voir Sambre-et-Meuse (homonymie).
Ne doit pas être confondu avec Sambre-et-Meuse.
Sambre et Meuse est un constructeur ferroviaire français implanté à Douai. Fondée en 1901, l'entreprise est liquidée en 2015.

## Histoire
La fonderie Sambre et Meuse a été créée en 1901. En 1942, elle fusionne avec son concurrent, la "Société des Usines et Aciéries de Feignies", créée en 1911. Cette union fertile donne naissance à un véritable mastodonte de la fonderie en Europe. Près de 2.500 salariés y travaillent dans des « conditions de barbares »[réf. nécessaire], pour fabriquer des pièces en acier moulé pour les chemins de fer. En 1950, l'effectif n'est plus que de 1.306 ouvriers. En 1970, Sambre et Meuse développe un des plus grands chantiers de moulage en Europe. 
« Sambre et Meuse a fourni les premiers bogies du métro de New-York », selon une déclaration de Jean Jarosz en 1984[réf. nécessaire], maire de Feignies de 1977 à 2014.
Entre 1979 et 1981, presque 25 000 bogies ont été livrés sur le continent américain.
Mais le développement rapide de l'utilisation de la fonte GS vient concurrencer les pièces en acier moulé, comme la construction en mécano-soudé, plongent la fonderie dans un profond marasme. L’année 1981 sonne le glas de la prospérité. L’heure est aux premiers licenciements économiques. Rien qu'en 1985, 350 ouvriers sont licenciés. L’année 1995 sera l'année noire pour la société qui est rachetée par le groupe Manoir Industries qui met en place un plan pluriannuel d’investissements de 40 millions de francs pour moderniser l’usine de Feignies.
La situation ne s'améliore pas, elle s'aggrave. Plusieurs mesures de chômage partiel sont mises en place à partir de 1999 alors que la société ne compte plus que 470 salariés. Son propriétaire, Manoir Industries a durant cette période, changé plusieurs fois d’actionnaires, et la baisse continue des commandes contraint le groupe à envisager le plan social « le plus important que Sambre et Meuse n'ait jamais connu »[réf. nécessaire]. Plus de 250 postes supprimés. En 2001, Manoir Industries annonce vouloir se désengager du site de Feignies, de le filialiser pour le vendre.
L’usine est rachetée par sept de ses cadres et des investisseurs extérieurs en 2000 et devient une entreprise autonome filialisée. « C’est une cession propre », se félicite alors le directeur du site[réf. nécessaire]. Sambre et Meuse ne compte plus que 174 salariés et veut afficher des objectifs ambitieux en misant tout sur le matériel ferroviaire roulant, essentiellement pour le fret. En 2010, l'entreprise connait toujours beaucoup de difficultés et le gouvernement favorise son rachat par la société russe UVZ qui présente un projet de multiplier par dix la production. 
En décembre 2010, le consortium russe Uralvagonzavod - UVZ rachète la société centenaire "Sambre et Meuse", qui en était à son seizième plan social en trente ans. Le groupe UVZ, qui va investir 51 millions d'euros à Feignies, est un géant du secteur avec 63 usines dont les 70.000 salariés ont produit 20.000 wagons cette année là, soit 40 % du marché russe. Son activité couvre aussi les matériels de BTP, les chars d’assaut, les tracteurs agricoles et les engins de forage… Cent quarante embauches sont prévues à l’usine de Feignies qui ne compte plus que 212 salariés et le chiffre d’affaires devrait passer de 15 à 45 millions d’euros.
Très rapidement, des problèmes d’homologation apparaissent. Les boggies de train avec traverses et longerons ont vécu un long parcours jusqu’à une homologation laborieusement arrachée auprès des autorités russes, Sambre et Meuse n’était plus habituée à faire de la qualité et ne possédait pas l’outil industriel adéquat. Le conflit russo-ukrainien, l’embargo européen, les mesures de rétorsion russes et pour finir la crise économique sans précédent en Russie qui a vu notamment le rouble perdre 71% de sa valeur depuis fin 2013, mettent fin aux espoirs de reprise de l'activité. UVZ jette l’éponge et Sambre et Meuse se retrouve à nouveau sur le marché. En septembre 2014, elle est placée en redressement judiciaire

En mars 2015, deux repreneurs se manifestent, le chinois Steel Rail Industry et la société douaisienne Titagraph Wagons AFR, filiale du groupe indien Titagarh Ltd qui se retire rapidement. « Nous n’avons pas donné suite car l’entreprise est en très mauvais état » déclare alors Pascal Warin, PDG d’AFR. Il n'est resté qu'un seul candidat en lice, le chinois Steel Rail Industry Compagny Limited, basé à Hong Kong. À la lecture des conclusions de l’administrateur judiciaire, les visées du groupe asiatique ne souffrent d’aucune ambiguïté : « Pièces de rechange et boggies pour le marché international en se servant de l’image de marque de Sambre et Meuse »[réf. nécessaire]. Le candidat repreneur demande au tribunal de ne pas prononcer l’inaliénation du fonds de commerce. 
Les arguments avancés par la société hong-kongaise n'arrivent pas à convaincre le tribunal de commerce de Valenciennes, tout comme le prix avancé pour le rachat : 140 000 euros. Les conditions suspensives et l’absence de clarté sur Steel Rail conduisent le tribunal à prononcer la liquidation judiciaire immédiate afin « de sauvegarder les intérêts des salariés ».
Le 29 septembre 2015, la société Titagarh Wagons AFR, filiale française du groupe indien Titagarh Ltd, rachète, en un seul lot, toutes les machines-outils de l'usine métallurgique Sambre et Meuse pour un montant de 1,8 million d'euros.  
Le 4 juin 2019 la société Titagarh Wagons AFR est, à son tour, placée en redressement judiciaire et recherche un repreneur.
En août 2019, le tribunal de commerce refuse le plan de continuation privilégiant l'offre du groupe Millet. Titagarh Wagons AFR, fabricant de wagons de marchandises basé à Douai (Nord) était fragilisé depuis plusieurs mois par une dette frôlant les 25 millions d'euros. La société a changé de raison sociale en devenant Millet AFR.